# Usok
Usok (ukr. Усок) – wieś na Ukrainie, w obwodzie sumskim, w rejonie szostkińskim, w hromadzie Jampol. W 2001 liczyła 706 mieszkańców, wśród których 695 wskazało jako ojczysty język ukraiński, 8 rosyjski, a 3 białoruski.